# Stromsburg
Stromsburg és una població dels Estats Units a l'estat de Nebraska. Segons el cens del 2000 tenia 1.232 habitants.

## Demografia
Segons el cens del 2000, Stromsburg tenia 1.232 habitants, 487 habitatges, i 320 famílies. La densitat de població era de 471 habitants per km².
Dels 487 habitatges en un 27,1% hi vivien nens de menys de 18 anys, en un 59,1% hi vivien parelles casades, en un 4,3% dones solteres, i en un 34,1% no eren unitats familiars. En el 31,8% dels habitatges hi vivien persones soles el 19,9% de les quals corresponia a persones de 65 anys o més que vivien soles. El nombre mitjà de persones vivint en cada habitatge era de 2,32 i el nombre mitjà de persones que vivien en cada família era de 2,92.
Per edats la població es repartia de la següent manera: un 22,9% tenia menys de 18 anys, un 6,3% entre 18 i 24, un 20,5% entre 25 i 44, un 18,8% de 45 a 60 i un 31,7% 65 anys o més.
L'edat mediana era de 45 anys. Per cada 100 dones de 18 o més anys hi havia 81 homes.
La renda mediana per habitatge era de 34.250$ i la renda mediana per família de 45.250$. Els homes tenien una renda mediana de 32.132$ mentre que les dones 18.600$. La renda per capita de la població era de 17.235$. Aproximadament el 4% de les famílies i el 4,5% de la població estaven per davall del llindar de pobresa.

## Poblacions més properes
El següent diagrama mostra les poblacions més properes.